# IWAS World Championship
L'IWAS World Championship è la denominazione che l'ICEWH ha deciso di dare ai Campionati Mondiali di Wheelchair Hockey.

La prima edizione, disputata in Finlandia, ha visto trionfare i Paesi Bassi, mentre la seconda, disputata in Italia, è stata vinta dalla Germania.

## Storia
Dopo alcuni tornei internazionali, tra cui gli IWAS World Games per hockey in carrozzina disputati nei Paesi Bassi nel 1998, con dieci rappresentative nazionali, e due Four Countries Tournament, disputati nei Paesi Bassi (2002) e Belgio (2003), si decise di organizzare i primi Campionati Mondiali nel 2004.

La Finlandia, che già si era proposta di ospitare gli IWAS World Games, viene scelta come sede per i Mondiali. In questa edizione, disputata a Helsinki, trionfano i Paesi Bassi.

L'edizione successiva viene disputata nel 2010 a Lignano Sabbiadoro, in Italia, e vede la Germania, finalista nel 2004, imporsi sui Paesi Bassi.

## Edizioni
| 2004 Dettagli | Finlandia | Paesi Bassi | 4 - 0 | Germania    | Italia      | 4 - 1 | Australia |
| 2010 Dettagli | Italia    | Germania    | 7 - 6 | Paesi Bassi | Finlandia   | 6 - 5 | Italia    |
| 2014 Dettagli | Germania  | Paesi Bassi | 1 - 0 | Belgio      | Finlandia   | 5 - 4 | Danimarca |
| 2018 Dettagli | Italia    | Italia      | 3 - 2 | Danimarca   | Paesi Bassi | 4 - 3 | Germania  |
| 2022 Dettagli | Svizzera  | Danimarca   | 5 - 4 | Paesi Bassi | Svizzera    | 4 - 3 | Finlandia |

## Albo d'oro
| Squadra     | 1º | 2º | 3º |
| Paesi Bassi | 2  | 2  | 1  |
| Germania    | 1  | 1  | 0  |
| Danimarca   | 1  | 1  | 0  |
| Italia      | 1  | 0  | 1  |
| Belgio      | 0  | 1  | 0  |
| Finlandia   | 0  | 0  | 2  |
| Svizzera    | 0  | 0  | 1  |